# 林保全
林 保全（りん ほぜん、英語：Lam Pou Chuen、1951年10月10日 - 2015年1月2日）は、香港の声優・ナレーターで、ドラえもんの広東語声優としてよく知られている。

## 経歴
1971年、林は香港のTVBテレビ局で声優業を始めた。1982年、ドラえもんの広東語声優を担当してから、誰もが知る人気声優になっていた。『ドラえもん』だけではなく、『機動戦士ガンダム』のアムロ・レイ、『キャプテン翼』の若林源三、『聖闘士星矢』の紫龍、『ドラゴンボール』の天津飯といった作品もある。
ドラマの吹き替えでは『東京ラブストーリー』の永尾完治（演：織田裕二）がある。
2015年1月2日、自宅で倒れ、急死した。近年は糖尿病を患っていた。63歳没。